# Pal·ladi natiu
El pal·ladi natiu és un mineral de la classe dels elements natius.

## Característiques
El pal·ladi natiu és l'ocurrència natural del pal·ladi, amb fórmula química Pd o Pd(Pt). Cristal·litza en el sistema cúbic. Poques vegades es troba en forma de petits octàedres; pot ser discoïdal formant rosetes de fins a 3 micres. Normalment es troba en forma de grans, que poden tenir una textura fibrosa radial. La seva duresa a l'escala de Mohs es troba entre 4,5 i 5. El pal·ladi natiu sempre conté una mica de platí. Forma dues sèries de solució sòlida, una amb l'or i una altra amb la plata.
Segons la classificació de Nickel-Strunz, l'pal·ladi natiu pertany a «01.AF: Metalls i aliatges de metalls, elements del grup del platí» juntament amb els següents minerals: osmi, ruteniridosmina, ruteni, iridi, platí, rodi.

## Formació i jaciments
Es troba com a producte d'oxidació de sulfurs que contenen pal·ladi, i com una fase primària en dipòsits de platí. Sol trobar-se associada a aliatges de platí i ferro, aliatges de pal·ladi i mercuri, or, aliatges d'or i plata, plom o sobolevskita. Va ser descoberta l'any 1803 a Bom Sucesso Creek, a Serro (Minas Gerais, Brasil). Als territoris de parla catalana ha estat descrita a prop del monestir de Poblet, a la localitat de Vimbodí i Poblet (Conca de Barberà).